# Campeonato de Campeones de Chile 1943
El Campeonato de Campeones de Chile 1943 o Copa de Campeones de Chile 1943 fue la 1° edición de la competición disputada entre los campeones de la Primera División de Chile, correspondiente a la temporada 1943.
Su organización estuvo a cargo de la Asociación Central de Fútbol de Chile (ACF), se jugó desde abril hasta mayo de 1943 y contó con la participación de cinco equipos.
El campeón fue Santiago Morning, que, con una victoria por 3-1 ante Audax Italiano en la definición final, se adjudicó su primer título del Campeonato de Campeones de Chile.
Erróneamente, esta edición ha sido registrada por Rec.Sport.Soccer Statistics Foundation (RSSSF) como correspondiente al Campeonato de Apertura de Chile, lo cual no es efectivo, ya que se trata de la edición de 1943 del Campeonato de Campeones de Chile, competición disputada en paralelo en esos años.

## Datos de los equipos participantes
Participaron los cinco equipos campeones, hasta ese momento, de la Primera División de Chile y participantes también del campeonato nacional de 1943.
| Equipo               | Títulos de Primera División |
| -------------------- | --------------------------- |
| Audax Italiano       | 1936                        |
| Colo-Colo            | 1937, 1939 y 1941           |
| Magallanes           | 1933, 1934, 1935 y 1938     |
| Santiago Morning     | 1942                        |
| Universidad de Chile | 1940                        |

## Desarrollo
El torneo se desarrolló con la modalidad de todos contra todos en cinco fechas. Si al término de la primera fase había equipos igualados en puntos, se disputaban partidos de desempate entre ellos.

### Primera fase
| Pos | Equipo               | PJ | PG | PE | PP | GF | GC | Dif | Pts |
| --- | -------------------- | -- | -- | -- | -- | -- | -- | --- | --- |
| 1   | Audax Italiano       | 4  | 2  | 2  | 0  | 9  | 6  | 3   | 6   |
| 2   | Santiago Morning     | 4  | 3  | 0  | 1  | 13 | 9  | 4   | 6   |
| 3   | Colo-Colo            | 4  | 2  | 0  | 2  | 8  | 7  | 1   | 4   |
| 4   | Universidad de Chile | 4  | 0  | 2  | 2  | 7  | 11 | -4  | 2   |
| 5   | Magallanes           | 4  | 0  | 2  | 2  | 3  | 7  | -4  | 2   |

Pos = Posición; PJ = Partidos jugados; PG = Partidos ganados; PE = Partidos empatados; PP = Partidos perdidos; GF = Goles a favor; GC = Goles en contra; Dif = Diferencia de gol; Pts = Puntos
|  | Clasificó a la final                     |
|  | Disputó el desempate por el cuarto lugar |

#### Fecha 1
|  | Audax Italiano | 2:1 | Colo-Colo            |  |  |
|  | Anotado        |     | Francisco Hormazábal |  |  |

| 11 de abril de 1943 | Magallanes | 2:2 | Universidad de Chile | Estadio Nacional, Santiago (Ñuñoa) |  |
|                     | Anotado    |     | Scopelli · Hodge     |                                    |  |

- Libre: Santiago Morning

#### Fecha 2
| 18 de abril de 1943 | Audax Italiano | 3:3 | Universidad de Chile        | Estadio de Carabineros, Santiago |  |
|                     | Anotado        |     | Scopelli · Scopelli · Ramos |                                  |  |

|  | Santiago Morning         | 3:1 | Magallanes |  |  |
|  | Riveros 6' · Toro · Romo |     | Anotado    |  |  |

- Libre: Colo-Colo

#### Fecha 3
|  | Audax Italiano | 4:2 | Santiago Morning |  |  |
|  | Anotado        |     | Anotado          |  |  |

| 25 de abril de 1943 | Colo-Colo                                   | 2:1 | Universidad de Chile | Estadio de Carabineros, Santiago |  |
|                     | Armando "Norton" Contreras · César Socarraz |     | Sepúlveda            |                                  |  |

- Libre: Magallanes

#### Fecha 4
|  | Colo-Colo                                      | 2:0 | Magallanes | Estadio de Carabineros, Santiago |  |
|  | Armando "Norton" Contreras · Alfonso Domínguez |     |            |                                  |  |

| 2 de mayo de 1943 | Santiago Morning | 4:1 | Universidad de Chile | Estadio de Carabineros, Santiago |  |
|                   | Anotado          |     | Gutiérrez            |                                  |  |

- Libre: Audax Italiano

#### Fecha 5
|  | Audax Italiano | 0:0 | Magallanes |  |  |

|  | Santiago Morning | 4:3 | Colo-Colo                         |  |  |
|  | Anotado          |     | Tomás Rojas , · Alfonso Domínguez |  |  |

- Libre: Universidad de Chile

### Partido por el cuarto lugar
|  | Magallanes | 3:2 | Universidad de Chile |  |  |
|  | Anotado    |     | Anotado              |  |  |

### Final
|       | POR   | William Marín     |     |
|       | DEF   | Raúl Rivas        |     |
|       | DEF   | Víctor Klein      |     |
|       | MED   | Pedro Scalamandré |     |
|       | MED   | Salvador Nocetti  | 70' |
|       | MED   | Eugenio León      |     |
|       | DEL   | Raúl Battistone   |     |
|       | DEL   | Óscar Riveros     | 33' |
|       | DEL   | Raúl Toro         |     |
|       | DEL   | Domingo Romo      |     |
|       | DEL   | Erasmo Vera       |     |
| D. T. | D. T. | Salvador Nocetti  |     |

|       | POR   | Daniel Chirinos |     |
|       | DEF   | Humberto Roa    |     |
|       | DEF   | Fernando Soto   |     |
|       | MED   | Enrique Araneda |     |
|       | MED   | Roberto Cabrera |     |
|       | MED   | Roberto Morales |     |
|       | DEL   | Juan Vergara    |     |
|       | DEL   | Machuca         |     |
|       | DEL   | Juan Alcántara  |     |
|       | DEL   | Pedro Palacios  |     |
|       | DEL   | Raúl Díaz       | 53' |
| D. T. | D. T. | José Luis Boffi |     |

|  | DEL | Guillermo Casanova | 33' |
|  | MED | Martinelli         | 70' |

|  | DEL | Beyzaga | 53' |

| 6' · 53' · 75' | Vera Casanova Toro | 1-0 2-0 3-0 |

| 81' | Vergara | 3-1 |

| Principal | Francisco Rivas |

|       | POR   | William Marín     |     |
|       | DEF   | Raúl Rivas        |     |
|       | DEF   | Víctor Klein      |     |
|       | MED   | Pedro Scalamandré |     |
|       | MED   | Salvador Nocetti  | 70' |
|       | MED   | Eugenio León      |     |
|       | DEL   | Raúl Battistone   |     |
|       | DEL   | Óscar Riveros     | 33' |
|       | DEL   | Raúl Toro         |     |
|       | DEL   | Domingo Romo      |     |
|       | DEL   | Erasmo Vera       |     |
| D. T. | D. T. | Salvador Nocetti  |     |

|       | POR   | Daniel Chirinos |     |
|       | DEF   | Humberto Roa    |     |
|       | DEF   | Fernando Soto   |     |
|       | MED   | Enrique Araneda |     |
|       | MED   | Roberto Cabrera |     |
|       | MED   | Roberto Morales |     |
|       | DEL   | Juan Vergara    |     |
|       | DEL   | Machuca         |     |
|       | DEL   | Juan Alcántara  |     |
|       | DEL   | Pedro Palacios  |     |
|       | DEL   | Raúl Díaz       | 53' |
| D. T. | D. T. | José Luis Boffi |     |

|  | DEL | Guillermo Casanova | 33' |
|  | MED | Martinelli         | 70' |

|  | DEL | Beyzaga | 53' |

| 6' · 53' · 75' | Vera Casanova Toro | 1-0 2-0 3-0 |

| 81' | Vergara | 3-1 |

| Principal | Francisco Rivas |

|       | POR   | William Marín     |     |
|       | DEF   | Raúl Rivas        |     |
|       | DEF   | Víctor Klein      |     |
|       | MED   | Pedro Scalamandré |     |
|       | MED   | Salvador Nocetti  | 70' |
|       | MED   | Eugenio León      |     |
|       | DEL   | Raúl Battistone   |     |
|       | DEL   | Óscar Riveros     | 33' |
|       | DEL   | Raúl Toro         |     |
|       | DEL   | Domingo Romo      |     |
|       | DEL   | Erasmo Vera       |     |
| D. T. | D. T. | Salvador Nocetti  |     |

|       | POR   | Daniel Chirinos |     |
|       | DEF   | Humberto Roa    |     |
|       | DEF   | Fernando Soto   |     |
|       | MED   | Enrique Araneda |     |
|       | MED   | Roberto Cabrera |     |
|       | MED   | Roberto Morales |     |
|       | DEL   | Juan Vergara    |     |
|       | DEL   | Machuca         |     |
|       | DEL   | Juan Alcántara  |     |
|       | DEL   | Pedro Palacios  |     |
|       | DEL   | Raúl Díaz       | 53' |
| D. T. | D. T. | José Luis Boffi |     |

|  | DEL | Guillermo Casanova | 33' |
|  | MED | Martinelli         | 70' |

|  | DEL | Beyzaga | 53' |

| 6' · 53' · 75' | Vera Casanova Toro | 1-0 2-0 3-0 |

| 81' | Vergara | 3-1 |

| Principal | Francisco Rivas |

|       | POR   | William Marín     |     |
|       | DEF   | Raúl Rivas        |     |
|       | DEF   | Víctor Klein      |     |
|       | MED   | Pedro Scalamandré |     |
|       | MED   | Salvador Nocetti  | 70' |
|       | MED   | Eugenio León      |     |
|       | DEL   | Raúl Battistone   |     |
|       | DEL   | Óscar Riveros     | 33' |
|       | DEL   | Raúl Toro         |     |
|       | DEL   | Domingo Romo      |     |
|       | DEL   | Erasmo Vera       |     |
| D. T. | D. T. | Salvador Nocetti  |     |

|       | POR   | Daniel Chirinos |     |
|       | DEF   | Humberto Roa    |     |
|       | DEF   | Fernando Soto   |     |
|       | MED   | Enrique Araneda |     |
|       | MED   | Roberto Cabrera |     |
|       | MED   | Roberto Morales |     |
|       | DEL   | Juan Vergara    |     |
|       | DEL   | Machuca         |     |
|       | DEL   | Juan Alcántara  |     |
|       | DEL   | Pedro Palacios  |     |
|       | DEL   | Raúl Díaz       | 53' |
| D. T. | D. T. | José Luis Boffi |     |

|  | DEL | Guillermo Casanova | 33' |
|  | MED | Martinelli         | 70' |

|  | DEL | Beyzaga | 53' |

| 6' · 53' · 75' | Vera Casanova Toro | 1-0 2-0 3-0 |

| 81' | Vergara | 3-1 |

| Principal | Francisco Rivas |

## Campeón
| Chile                              |
| Campeón Santiago Morning 1º título |